# Isaac Da Costa
Isaac da Costa (1620 circa – 1700 circa) è stato un mercante olandese ebreo sefardita, che ha contribuito alla fondazione delle prime colonie ebraiche in Sudamerica.

## Biografia
Isaac Da Costa era un ebreo olandese di origini portoghesi, mercante anche di schiavi, del XVII secolo, che ha contribuito all'insediamento di famiglie ebree olandesi sull'isola delle antille di Curaçao, poi a Caienna, allora sotto il controllo delle Repubblica delle Sette Province Unite, con David Cohen Nassi.
Fu il fondatore di una delle prime sinagoghe di Curaçao, alla quale fornì il primo Sefer Torah.
Membro della Congregazione ebrea portoghese sefardita di Amsterdam, dove si era rifugiato, Isaac Da Costa è stato nel 1659 l'organizzatore della seconda ondata di immigrazione della comunità ebraica di Curaçao, dove ha fondato il cimitero ancora visibile, con la tomba di Judith Lopes da Fonseca, che morì nel 1668. Lo stesso anno, ha poi fondato la comunità ebraica a Caienna, con David Cohen Nassi.
Nel 1651 un primo flusso condotto da João d'Ylan aveva portato da 10 a 12 famiglie della comunità ebraica portoghese di Amsterdam a fondare una Congregazione Mikveh Israel, sulla piantagione De Hoop ("speranza" in olandese).
La prima vera Sinagoga a Curaçao, imitazione della sinagoga sefardita portoghese di Amsterdam è stata costruita nel 1730 da Pieter Rogenburg, ed è stata inaugurata nel 1732. Fino ad allora, le funzioni religiose si tenevano nelle case.
Durante il solo anno 1660, furono 152 gli ebrei che si stabilirono a Caienna. Ma nel 1664, la caduta di questa colonia, per opera degli inglesi (che poi non si insediarono), li costrinse a fuggire in Suriname, che gli olandesi avevano occupato più di 60 anni prima.
Nel 1664, con l'arrivo dei francesi a Caienna, gli olandesi si arresero senza combattere, ma ottenendo la garanzia di professare liberamente la loro religione. Tuttavia, i due terzi degli ebrei di Remire, circa 300 persone, partirono per stabilirsi in Suriname.
Di stanza a Recife, Isaac Da Costa partecipò inoltre agli insediamenti a Curaçao, poi in Caienna ed infine nel Suriname.
Verso il 1693, gli insediamenti si fecero attorno alla costa di Tucacas, in Venezuela.
È stato uno dei più importanti mercanti di schiavi del continente americano.